# Oligolactoria
Oligolactoria es un género extinto de peces actinopterigios prehistóricos. Fue descrito por Tyler and Gregorovå en 1991.
Vivió en la República Checa.